# 硖口驿镇
硖口驿镇，是中华人民共和国陕西省汉中市略阳县下辖的一个乡镇级行政单位。

## 行政区划
硖口驿镇下辖以下地区：
硖口驿社区、硖口驿村、小寨子村、五涧桥村、王家营村、陈家坝村、邵家营村、杨家坝村、大院子村、渔洞坝村、后林村和大铁坝村。